# Communauté de communes
Communauté de communes (česky Společenství obcí) je ve Francii označení pro svazek obcí. Obce společně vytvářejí rámec, ve kterém mohou společně řešit komunální úkoly. V roce 2009 bylo ve Francii 2406 těchto communautés de communes, které zahrnovaly 27,5 miliónů obyvatel.

## Právní status
Podle platných ustanovení Code général des collectivités territoriales (Všeobecného zákoníku o územních korporacích) je communauté de communes veřejná instituce v mezikomunální spolupráci, kterou tvoří několik obcí, a která zahrnuje souvislý prostor bez enklávy. I poté, kdy toto ustanovení vstoupilo v platnost, mohou již dříve založené communauté de communes, které netvoří jednolité území, existovat i nadále.
Založení nového společenství může iniciovat jeden či více obecních radních z dotyčných obcích, ale může ji také iniciovat zástupce státních orgánů, prefekta v čele departementu, ve kterém tyto obce leží. V tomto druhém případě je třeba souhlas departemální komise mezikomunální spolupráce. Nové společenství stvrzuje svým výnosem prefekt, pokud založení odsouhlasí obecní zastupitelé v minimálně dvou třetinách dotčených obcí s nejméně polovinou obyvatel budoucího společenství nebo alespoň polovina obcí s nejméně dvěma třetinami obyvatel. Communauté de communes může být vytvořena na dobu neurčitou, nebo jen na omezenou dobu.

## Orgány
Communauté de communes řídí rada společenství (conseil communautaire), jejíž členové jsou voleni obecními radami. Rozdělení křesel se určuje buď podle jednomyslného souhlasu členských obcí, nebo jsou přiděleny proporcionálně v poměru k počtu obyvatel obcí. V obou případech musí mít každá zúčastněná obec alespoň jednoho zástupce a naopak může mít nanejvýš polovinu členů.

## Kompetence a financování
Communauté de communes přebírají v každém případě kompetence zúčastněných obcí v otázkách územního plánování a hospodářského rozvoje přesahující jednotlivé obce. Kromě toho musí převzít alespoň jednu kompetenci z oblastí ochrany životního prostředí, bytové politiky, výstavby a údržby silnic a odvozu odpadků či výstavby a údržby základních škol, kulturních a sportovních zařízení. K vymezení a předání pravomocí na společenství je potřeba stejného souhlasu jako v případě jeho založení.
Společenství obdrží příjmy z daně z nemovitosti, daně z bydlení, živnostenské daně. Další finanční prostředky získá z daní a poplatků určených k plnění úkolů, které byly na společenství přeneseny.